# Saint-Romain, Vienne
Saint-Romain är en kommun i departementet Vienne i regionen Nouvelle-Aquitaine i västra Frankrike. Kommunen ligger i kantonen Charroux som tillhör arrondissementet Montmorillon. År 2022 hade Saint-Romain 390 invånare.

## Befolkningsutveckling
Antalet invånare i kommunen Saint-Romain
| Referens: INSEE |